# Clã Colquhoun
O Clã Colquhoun é um clã escocês da região das Terras Altas, Escócia.
O atual chefe é Sir Malcolm Rory Colquhoun de Luss, 9º Barão de Luss